# Xabier Berasategi
Berasategi  Garmendia est un nom espagnol. Le premier nom de famille, en général paternel, est Berasategi ; le second, en général maternel, souvent omis, est Garmendia.
Xabier Berasategi Garmendia (né le 8 avril 2000) est un coureur cycliste espagnol, originaire du Pays basque. Il évolue au sein membre de l'équipe Euskaltel-Euskadi.

## Biographie
Xabier Berasategi est originaire d'Olaberria, une commune basque du Guipuscoa. Il a suivi des études d'ingénieur en mécatronique durant sa carrière amateur,. 
Chez les juniors (moins de 19 ans), il se classe notamment troisième du championnat du Pays basque en 2017. L'année suivante, il se distingue par des victoires d'étapes au Tour de Pampelune (deuxième au général) et au Tour du Guipuscoa (troisième au général).  
En 2019, il rejoint l'équipe Laboral Kutxa, alors réserve de la Team Euskadi. Lors de sa deuxième saison, il se fait remarquer en remportant les titres régionaux de champion du Pays basque et du Guipuscoa, dans la catégorie espoirs (moins de 23 ans). Il s'impose également sur le Tour de Cantabrie, une course par étapes du calendrier national. 
En 2020 et 2021, il obtient diverses victoires et de nombreuses places d'honneur, qui lui permettent de remporter le Torneo Euskaldun à deux reprises. Il passe ensuite professionnel en 2023 chez Euskaltel-Euskadi, qui l'engage pour une durée de deux ans. Durant sa première saison, il termine huitième du Trophée Matteotti, dixième de la Classique d'Ordizia ou encore douzième du Tour du Finistère. Il participe aussi au Tour de Burgos, où il s'échappe à plusieurs reprises. 

## Palmarès et résultats

### Palmarès par année
| - 2017 - 3e du championnat du Pays basque sur route juniors - 2018 - 4e étape du Tour de Pampelune - 1re étape du Tour du Guipuscoa - 2e du Tour de Pampelune - 3e du Tour du Guipuscoa - 2020 - Champion du Pays basque sur route espoirs - Champion du Guipuscoa sur route espoirs - Classement général du Tour de Cantabrie - 3e de la Lazkaoko Proba - 2021 - Vainqueur du Torneo Euskaldun - Champion du Guipuscoa sur route espoirs (San Juan Sari Nagusia) - 2e étape du Tour de Zamora - 2e du Premio Nuestra Señora de Oro - 2e de la Prueba Loinaz - 3e du San Bartolomé Saria - 3e de la Prueba Alsasua - 3e de l'Ereñoko Udala Sari Nagusia | - 2022 - Vainqueur du Torneo Euskaldun - Mémorial Pereda - Prueba Loinaz - 4e étape du Tour de Madrid espoirs - Circuito Aiala - 2e du Mémorial Santisteban - 2e de l'Ereñoko Udala Sari Nagusia - 2e du Premio Primavera - 2e de la Lazkaoko Proba - 2e de la Subida a Urraki - 2e de la Prueba Alsasua - 3e du Trophée Eusebio Vélez - 3e du Xanisteban Saria |  |

### Résultats sur les grands tours

#### Tour d'Espagne
1 participation
- 2024 : 102e

### Classements mondiaux
| Année                                 | 2022  | 2023 | 2024 |
| ------------------------------------- | ----- | ---- | ---- |
| Classement mondial                    | 2288e | 848e | 479e |
| UCI Europe Tour                       | 1436e | 610e | nc   |
|                                       |       |      |      |
| Légende : nc = non classéSource : UCI |       |      |      |